# Вежбоциці
Вежбоциці (пол. Wierzbocice) — село в Польщі, у гміні Слупца Слупецького повіту Великопольського воєводства.
Населення — 417 осіб (2011).
У 1975-1998 роках село належало до Конінського воєводства.

## Демографія
Демографічна структура станом на 31 березня 2011 року:
|          | Загалом | Допрацездатний вік | Працездатний вік | Постпрацездатний вік |
| -------- | ------- | ------------------ | ---------------- | -------------------- |
| Чоловіки | 214     | 38                 | 154              | 22                   |
| Жінки    | 203     | 32                 | 121              | 50                   |
| Разом    | 417     | 70                 | 275              | 72                   |